# أندي فاولر
أندي فاولر (بالإنجليزية: Andy Fuller)‏ هو لاعب كرة قدم أمريكية أمريكي، ولد في 8 سبتمبر 1974.